# 岩手県道266号国見温泉線
岩手県道266号国見温泉線（いわてけんどう266ごう くにみおんせんせん）は、岩手県岩手郡雫石町を通る一般県道である。

## 概要
岩手郡雫石町橋場の国見温泉から国道46号交点に通じる道路である。路線のほとんどの区間は仙岩トンネルの開通により旧道となった区間である。冬期（11月下旬より翌年4月末頃まで）は積雪のため全面閉鎖となる。

### 路線データ
- 総延長：7.3km
  - 起点：岩手郡雫石町橋場字龍川山・国見温泉森山荘前
  - 終点：岩手郡雫石町橋場字荒沢（国道46号交点）
  - 冬季閉鎖区間：全線

## 地理

### 交差する道路
- 国道46号（終点）